# Cédrick Desjardins
Cédrick Desjardins, född 30 september 1985, är en kanadensisk professionell ishockeymålvakt som spelar för New York Rangers i NHL. Han har även tillhört Colorado Avalanche och Tampa Bay Lightning.
Han blev aldrig draftad av något lag.